# Treozna nukleinska kiselina
Treozna nukleinska kiselina (TNK) je umjetni genski polimer koji je izumio Albert Eschenmoser. Osnovu strukture TNK čine ponavljajući treozni šećeri povezani fosfodiesterskim vezama. Kao i DNK i RNK, TNK može pohraniti gensku informaciju. TNK se ne pojavljuje u prirodi. Kemijski je sintetizirana u laboratoriju pod kontroliranim uvjetima. Smatra se da bi TNK mogla biti evolucijski put do RNK.
TNK je pobudila veliko zanimanje u sintetskoj biologiji jer polimeri TNK su otporni na degradaciju nukleaze. Ova osobina uz sposobnost prolaska Darwinijanske evolucije u kušalici daje mogući put do biološki stabilnih molekula koje će biti od važnosti u molekularnoj medicini.